# Alessicle
Alessicle (in greco antico: Ἀλεξικλῆς?, Alexiclès; Atene, metà del V secolo a.C. – Atene, tra il 411 il 409 a.C.) è stato un militare ateniese.

## Biografia
Alessicle fu uno dei sostenitori del governo oligarchico dei Quattrocento instauratosi nel 411 a.C.; quando esso fu rovesciato, Alessicle si recò coi suoi amici al campo spartano di Decelea.
In seguito, però, fu catturato nel Pireo dagli Ateniesi, che lo processarono e condannarono a morte assieme ad Aristarco per il sostegno che aveva dato agli oligarchi; ciò avvenne tra il 411 e il 406 a.C., ma più probabilmente prima della restaurazione della democrazia (avvenuta nel 409 a.C.).